# Joakim Milder
Joakim Milder, född 24 september 1965 i Tyresö församling, är en svensk jazzmusiker, kompositör, arrangör, pedagog och professor.
Efter studier vid Kungliga Musikhögskolan i Stockholm 1984–1987 har Milder verkat som frilansmusiker och pedagog. Han innehar sedan 2006 en professur i improvisation och ensemble vid Kungliga Musikhögskolan. Sedan 2008 är han ledamot av Kungliga Musikaliska Akademien, och sedan 2013 konstnärlig ledare för Norrbotten Big Band. Han är vidare flitigt anlitad som arrangör.
Milder skivdebuterade 1988 med Life in Life och erhöll 1990 för sin andra skiva Still in Motion Orkesterjournalens Gyllene skivan för bästa svenska jazzproduktion. Han har utöver nio skivor i eget namn även medverkat på ett 90-tal skivor med bland andra Red Mitchell, Paul Bley, Tomasz Stanko, Katrine Madsen, Rita Marcotulli, Chick Lyall, Lars Danielsson, Palle Danielsson, Nils Lindberg, Alice Babs, Lina Nyberg, Georg Riedel, Max Schultz, Bobo Stenson och Marcin Wasilewski. Milder startade 2003 skivbolaget Apart Records som bl.a givit ut två skivor - Quoted out of context och Singled out by fate, där gruppen Milder PS tolkar Paddy McAloon-kompositioner.

## Priser och utmärkelser
- 1990 – Gyllene skivan för Still in Motion
- 1993 – Grammis för Sister Majs Blouse i kategorin "Årets jazz" (med Bobo Stenson, Fredrik Norén och Palle Danielsson)
- 1994 – Svenska Jazzriksförbundets utmärkelse Jazzkannan
- 1999 – Jan Johansson-stipendiet
- 2006 – Kungliga Musikaliska Akademiens Jazzpris
- 2008 – Ledamot av Kungliga Musikaliska Akademien
- 2009 – Lars Färnlöf-stipendiet
- 2022 – Gyllene skivan för Singled Out By Fate

## Diskografi

### Under eget namn
- 1988 - Life In Life (LP, Dragon)
- 1989 - Still In Motion (CD, Dragon)
- 1992 - Consensus (CD, Opus 3)
- 1993 - Ways (CD, Dragon)
- 1995 - Remains (CD, Dragon)
- 2000 - New Spring (CD, Dragon)
- 2003 - Monolithic (CD, Apart)
- 2010 - Takeaway (CD, Apart)
- 2023 - Crimes (CD, Apart)
- 2023 - Lights (CD, Apart)